# 西谷雄一
西谷 雄一（にしたに ゆういち、1984年5月25日 - ）は、日本の俳優。徳島県出身。血液型はA型。

## 経歴
徳島県出身。「DIVIDE]や「キヲクドロボウ」、「シルエット 〜Silhouetto〜」、「Dirty Heart」等の映画に出演し2005年の「DIVIDE」では初の助監督を務めた。

## 出演

### 映画
- DIVIDE（2005年）
- キヲクドロボウ（2007年） - 研修員役
- 忍者旋風 ONIGIRI（2008年）
- シルエット 〜Silhouetto〜（2008年）
- DRASTIC（2009年）
- Dirty Heart（2009年）